# Ардин
Ардин (араб. آردين, МФА /ardiːn/) — арфа, распространённая в Западной Африке, излюбленный инструмент мавританских исполнительниц-гриотов. Популярен также у туарегских женщин.
Имеет 11—14 струн, которые при игре обращены к аудитории (в отличие от коры). Ардин изготовляется из калабаса и длинного куска дерева, который становится рамой арфы. Обычный диаметр калабаса — 40 см, длина рамы — 1 м. Сверху на корпус натягивают баранью кожу. Струны держатся на раме при помощи колков, а на корпусе их держит изогнутый деревянный порожек.
Исторически является развитием египетской арфы, получивший в какой-то момент колки. Между корой и ардином существует связь; на обоих инструментах в основном играют женщины, они часто звучат вместе. Кроме того, ардин перенял некоторые конструктивные особенности коры. При исполнении музыки на ардине можно играть как двумя руками, так и одной: другой рукой при этом постукивают по корпусу как по барабану. Ардин аккомпанирует женскому пению. Настраивается обычно в пентатонику.
Известные исполнительницы на ардине — Дими Минт Абба, Нура Минт Сеймали, Малума Минт Аль-Меида.